# Wojciech Onyszkiewicz
Wojciech Maria Onyszkiewicz (ur. 18 maja 1948 w Warszawie) – polski historyk, działacz harcerski, działacz opozycji demokratycznej w PRL.

## Życiorys
Jest absolwentem VI Liceum Ogólnokształcącego im. Tadeusza Reytana w Warszawie (1967) i Wydziału Historycznego Uniwersytetu Warszawskiego (studia ukończył w 1971). Był członkiem kręgu starszoharcerskiego „Gromada Włóczęgów” jako członek 1 Warszawskiej Drużyny Harcerskiej im. Romualda Traugutta „Czarna Jedynka”. W latach 1968–1969 był komendantem tej drużyny, a w latach 1972–1973 komendantem szczepu „Czarna Jedynka”. Posiadał harcerski stopień instruktorski przewodnika. W połowie lat 70. pracował na UW w Instytucie Studiów Pedagogicznych. Od 1976 należał do organizatorów pomocy dla osób represjonowanych po wydarzeniach czerwca 1976 w Ursusie. Brał udział w opracowaniu wstępnej wersji dokumentu powołującego Komitet Obrony Robotników. Ze względów konspiracyjnych członkiem KOR został formalnie w styczniu 1977, był kierownikiem tzw. ekipy ursuskiej, następnie został członkiem KSS „KOR”. Od września 1977 należał do redakcji wydawanego w tym kręgu „Robotnika”, od października 1977 był członkiem kolegium redakcyjnego, następnie współpracował z pismem „Głos”. W maju 1980 z jego inicjatywy zorganizowano w Lublinie Komitet na rzecz Obrony Jana Kozłowskiego. W lipcu 1980 wspierał strajki w Lublinie, organizując akcję informacyjną. Następnie pracował w Komisji Historycznej Ośrodka Badań Społecznych przy Regionie Mazowsze „Solidarności”. W grudniu 1981 uniknął internowania, pozostawał w ukryciu do 1985. W podziemiu współpracował z Januszem Grzelakiem, dokumentując represje dokonywane przez funkcjonariuszy SB i MO.
W latach 1989–1990 był szefem Biura Komitetu Obywatelskiego przy przewodniczącym NSZZ „Solidarność” Lechu Wałęsie, należał do organizatorów kampanii wyborczej kandydatów KO w Rzeszowie, Przemyślu i Krośnie. Jest jednym ze współtwórców polskiego Banku Żywności SOS, w latach 1991–1992 był wiceprezesem Fundacji SOS, a w latach 1993–1994 kierował Bankiem Żywności. Jest członkiem stowarzyszenia ASHOKA (od 1996) i prezesem Stowarzyszenia „Dzielimy się tym, co mamy”.
Odznaczony Krzyżem Komandorskim Orderu Odrodzenia Polski (2006). Jego teściem był Jan Józef Lipski.